# Roth (Lichtenfels)
Roth ([ʁoːt] ) ist ein Stadtteil der bayerischen Kreisstadt Lichtenfels.

## Lage
Der Ort liegt sieben Kilometer südöstlich von Lichtenfels. Der Stephansbrunnengraben entspringt südöstlich und durchfließt den Ort. Im Süden verläuft die Staatsstraße 2203 nach Lichtenfels.

## Geschichte
Die erste urkundliche Erwähnung von Rode erfolgte im Jahr 1180.
Bis zum Ende des Alten Reiches gehörte der Ort zum Kloster Langheim.
Im Jahr 1818 wurde Roth mit Langheim zur Gemeinde Roth zusammengefügt. Zu der Gemeinde gehörten auch die Einöden Bohnberg und Ziegengraben. Ziegengraben fiel Anfang des 20. Jahrhunderts wüst. Im Jahr 1818 hatte Roth 187 Einwohner, 1950 waren es 408, 1961 397 und im Jahr 1970 424. Im Jahr 1925 hatte die Gemeinde eine Fläche von etwa 638 Hektar. Am 1. April 1951 trat die Gemeinde Roth Teile zur Bildung der neuen Gemeinde Langheim ab. Seither hatte die Gemeinde noch die Orte Roth und Bohnberg und eine Fläche von etwa 347 ha. Am 1. Januar 1978 folgte die Eingliederung der Gemeinde in die Stadt Lichtenfels.
Am nördlichen Ortsrand befindet sich ein privater Hubschrauberlandeplatz mit eingeschränktem Flugbetrieb, an dem ein zweimotoriger Mehrzweckhubschrauber Mil Mi-2 stationiert ist.

## Kultur und Sehenswürdigkeiten
- Katholische Kapelle zur Heiligen Familie

In der Liste der Baudenkmäler in Lichtenfels (Oberfranken) sind für Roth sechs Baudenkmäler ausgewiesen.

## Vereine
- 1. FC Fortuna Roth e. V., gegründet 1921[6]
- Freiwillige Feuerwehr Roth[7]
- Gartenfreunde Roth[8]
- Gesangsverein Roth[9]
- Musikverein Roth
- Soldatenkameradschaft Roth

## Regelmäßige Veranstaltungen
- Kirchweih am zweiten Sonntag im Juli